# Liste der Biografien/Belu
Liste der Biografien |
Portal Biografien |
Personensuche
# |
A |
B |
C |
D |
E |
F |
G |
H |
I |
J |
K |
L |
M |
N |
O |
P |
Q |
R |
S |
T |
U |
V |
W |
X |
Y |
Z |
?
 
Ba |
Be |
Bd |
Bg |
Bh |
Bi |
Bj |
Bl |
Bm |
Bn |
Bo |
Br |
Bs |
Bu |
Bw |
By |
Bz
 
Bea–Beb |
Bec |
Bed |
Bee |
Bef |
Beg |
Beh |
Bei |
Bej |
Bek |
Bel |
Bem |
Ben |
Beo |
Bep |
Beq |
Ber |
Bes |
Bet |
Beu |
Bev |
Bew |
Bex |
Bey |
Bez
 
Bela |
Belb |
Belc |
Beld |
Bele |
Belf |
Belg |
Belh |
Beli |
Belj |
Belk |
Bell |
Belm |
Beln |
Belo |
Belp |
Belq |
Belr |
Bels |
Belt |
Belu |
Belv |
Belw |
Bely |
Belz
Die Liste der Biografien führt alle Personen auf, die in der deutschsprachigen Wikipedia einen Artikel haben. Dieses ist eine Teilliste mit 12 Einträgen von Personen, deren Namen mit den Buchstaben „Belu“ beginnt.

## Belu

### Beluc
- Belucci, Niki (* 1983), ungarische Turnerin, DJ und ehemalige Pornodarstellerin
- Beluchin, Jewgeni Nikolajewitsch (* 1983), russischer Eishockeyspieler

### Belug
- Belugina, Olesja Wladimirowna (* 1984), russische Turnerin und Olympiasiegerin

### Belun
- Belunzow, Wladimir (* 1974), russischer Komponist

### Belus
- Béluse, Pierre (1935–2015), kanadischer Perkussionist und Musikpädagoge
- Belushi, James (* 1954), US-amerikanischer Schauspieler
- Belushi, John (1949–1982), US-amerikanischer Sänger und SchauspielerJohn Belushi (1949–1982)

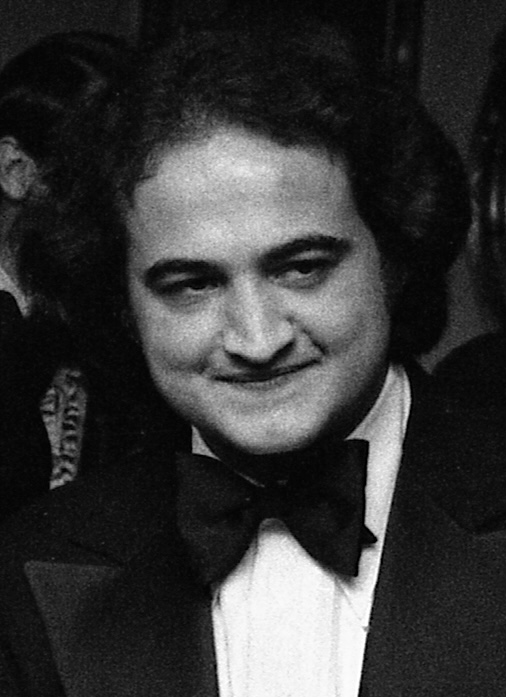
John Belushi (1949–1982)

- Belusi, Alfredo (1925–2001), argentinischer Tangosänger
- Belušić, Josip (* 1847), Erfinder
- Beluso Rimando, George (* 1953), römisch-katholischer Bischof

### Beluz
- Béluze, Jean (1793–1869), französischer Rosenzüchter
- Beluzzi, Maria Antonietta (1930–1997), italienische Schauspielerin